# Мацкив, Тарсикия
Тарси́кия Ма́цкив  (укр. Тарсикія Мацьків, 23 марта 1919 г., Ходоров, Украина — 18 июля 1944 г., Кристинополь (ныне — Червоноград), Украинская ССР) — блаженная Украинской грекокатолической церкви, монахиня, мученица.

## Биография
Ольга Мацкив родилась 23 марта 1919 года в Ходорове, Украина. 3 марта 1938 года Ольга Мацкив вступила в католическую монашескую конгрегацию «Сестры Служительницы Пренепорочной Девы Марии». После принятия первых монашеских обетов 5 ноября 1940 года приняла монашеское имя Тарсикия, после чего стала жить в монастыре в городе Кристинополь. 
18 июля 1944 года погибла во время захвата монастыря от рук советского солдата.

## Прославление
Была беатифицирована 26 июня 2001 года Римским папой Иоанном Павлом II.